# 마이봄샘

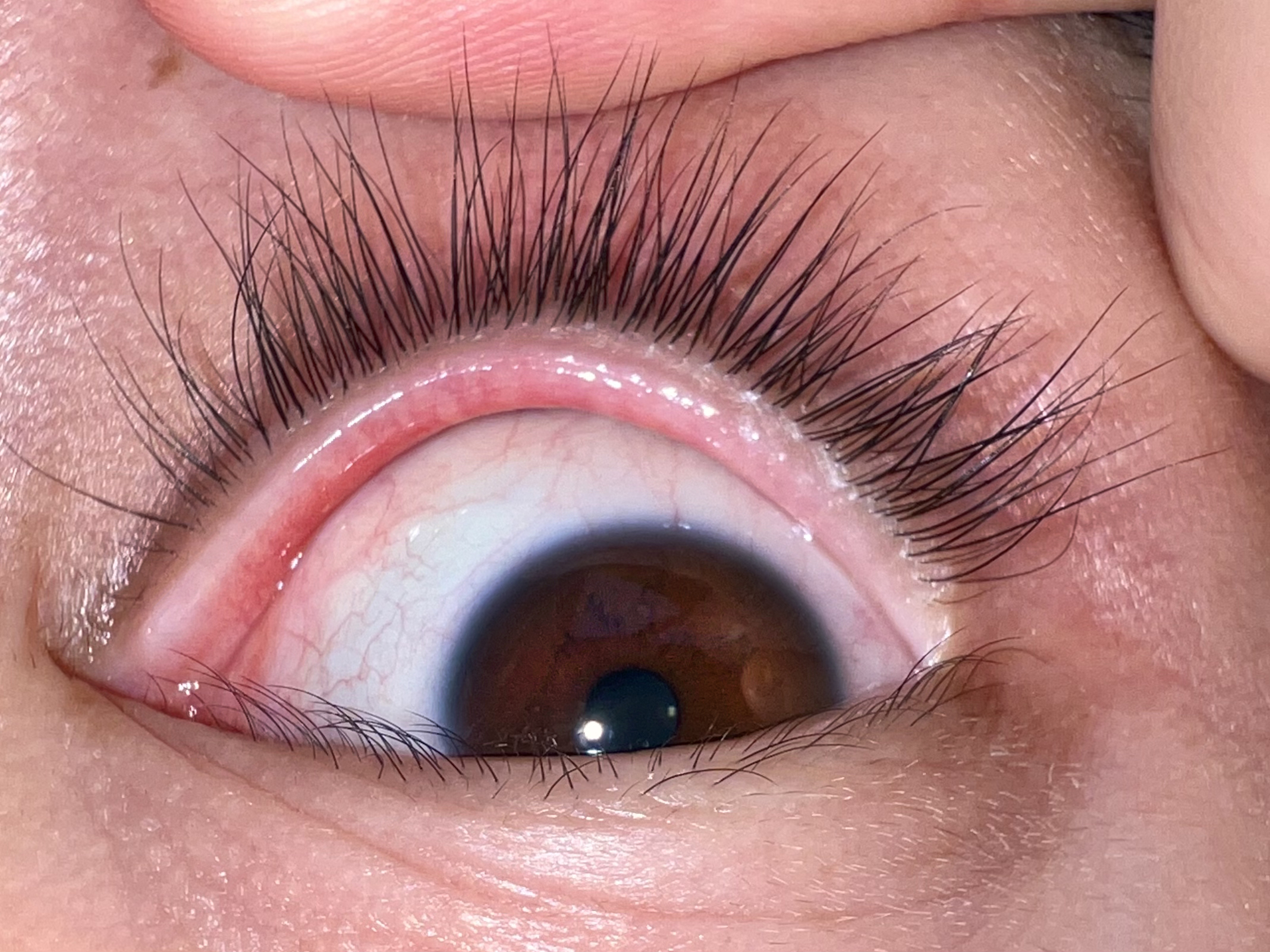
윗 눈꺼풀의 속눈썹 아래에 보이는 마이봄선의 개구부

마이봄샘(Meibomian gland) 또는 눈꺼풀판샘은 눈꺼풀 근처에 있는 피지샘이다. 마이봄샘은 눈꺼풀 판 내부 눈꺼풀 가장자리를 따라 있는 피지샘이다. 이것들은 눈의 눈물막 증발을 방지하는 유성 물질인 마이붐을 생성한다. 마이붐(meibum)은 눈물이 뺨으로 흘러내리는 것을 방지하고, 오일을 바른 가장자리와 안구 사이에 눈물을 가두어 닫힌 눈꺼풀을 밀폐시켜 준다. 위 눈꺼풀에는 약 25개, 아래 눈꺼풀에는 20개 정도의 땀샘이 있다.
마이봄샘 기능장애는 안구 건조증의 가장 흔한 원인으로 알려져 있다. 이는 또한 후안검염의 원인이기도 하다.

## 같이 보기
- 마이봄샘 기능장애